# Луций Фурий Медуллин (военный трибун 432 года до н. э.)
Луций Фурий Медуллин (лат. Lucius Furius Medullinus; V век до н. э.) — римский политический деятель из патрицианского рода Фуриев, военный трибун с консульской властью 432, 425 и 420 годов до н. э.
Коллегами Луция Фурия по должности в 432 году были ещё два патриция: Луций Пинарий Мамерцин и Спурий Постумий Альб Региллен. Этот год оказался мирным. К важным внутриполитическим событиям этого года Тит Ливий относит принятие по инициативе народных трибунов одного из первых законов против злоупотреблений на выборах. Правда, многие исследователи считают, что такое законодательство появилось существенно позже.
В 425 году до н. э. коллегами Луция Фурия были Авл Семпроний Атратин, Луций Квинкций Цинциннат Младший и Луций Гораций Барбат. Войны снова не велись. С эквами и Вейями заключили перемирие.
В 420 году до н. э. коллегами Луция Фурия были Марк Манлий Вульсон, а также снова Авл Семпроний Атратин и Луций Квинкций Цинциннат Младший.